# Râul Ambalona
Ambalona este un râu în estul Madagascarului. Se varsă în Oceanul Indian la sud de Toamasina.